# Enrique Moreno Bellver
Enrique Moreno Bellver (València, 6 de setembre de 1963 - 8 de febrer de 2012) era un exfutbolista valencià, que ocupava la posició de defensa.

## Trajectòria
Després de destacar al filial del València CF, el Mestalla, debuta amb els valencianistes a primera divisió a la temporada 81/82. Durant les següents temporades seria suplent a l'equip valencià, no gaudint de massa minuts.
L'estiu de 1986 recala al Real Valladolid CF, on serà peça clau dels castellans entre 1986 i 1988. A partir de la 88/89, la seua aportació va minvant fins a disputar només sis partits a la campanya 91/92. En total, va sumar 138 partits i un gol a la primera divisió.